# جوسلين من غلاسكو
جوسلين من غلاسكو (بالإنجليزية: Jocelin of Glasgow)‏ (و. 1130 – 1199 م) هو قسيس بريطاني، ولد في Scottish Borders ‏، توفي في Melrose, Scottish Borders ‏، عن عمر يناهز 69 عاماً.

## مناصب
تولى منصب
- أسقف كاثوليكي منذ 1 يونيو 1175[1]
- مطران  [لغات أخرى]‏ منذ 1175[2][3]
- رئيس الدير

.